# Hub-polling
Hub-polling è una tecnica MAC volta ad evitare il più possibile o contenere il verificarsi delle collisioni.
È una variante del Roll Call Polling rivolto a ridurre il tempo speso per il controllo.
Viene utilizzato in reti LAN con architettura a bus, il master interroga la stazione più lontana che trasmetterà verso sinistra, le altre stazioni stanno in ascolto; appena la stazione interrogata rilascia il pacchetto di rilascio questo viene catturato dalla stazione successiva nel percorso verso il master che inizierà a trasmettere, in questo modo si riducono notevolmente i tempi morti.
Questa tecnica trova applicazione anche nelle reti con architettura Token Ring.